# Tutončana
Tutončana, Ždanicha (rusky Тутончана, Жданиха) je řeka v Krasnojarském kraji v Rusku. Je 459 km dlouhá. Povodí má rozlohu 16 800 km².

## Průběh toku
Pramení na Středosibiřské vysočině a protéká přes ní v široké a hluboké dolině. Ústí zprava do Dolní Tunguzky (povodí Jeniseje).

## Vodní stav
Zdroj vody je sněhový a dešťový. Zamrzá v říjnu a rozmrzá na konci března až na začátku června.

## Využití
V ústí leží město Tutončany.